# Dolenje Otave
Dolenje Otave je naselje u slovenskoj Općini Cerknici. Dolenje Otave se nalazi u pokrajini Notranjskoj i statističkoj regiji Notranjsko-kraškoj. 

## Stanovništvo
Prema popisu stanovništva iz 2002. godine naselje je imalo 31 stanovnika.